# Жлобин-Западный
Жло́бин-За́падный (бел. Жло́бін-Захо́дні; до 1965 года назывался Разъезд 288 км (бел. Раз'езд 288 км)) — обгонный пункт на западной границе города Жлобин (Гомельская область, Белоруссия).

## Общая характеристика
Расположен между остановочными пунктами Малевичи и Деповской (отрезок Осиповичи — Жлобин железнодорожной линии Минск — Гомель). Действует пригородное пассажирское сообщение электропоездами по маршруту Осиповичи — Жлобин, а также дизель-поездом по маршруту Рабкор — Жлобин.
Примерное время в пути со всеми остановками от ст. Осиповичи I — 2 ч. 2 мин., от ст. Жлобин — 11 мин.
Билетная касса в здании обгонного пункта отсутствует; билет на проезд можно оплатить у кассиров (поезда на данном участке сопровождаются кассирами) или приобрести онлайн.